# Elecciones presidenciales de Ruanda de 2010
Las elecciones presidenciales de Ruanda se llevaron a cabo el 9 de agosto de 2010, las segundas desde el Genocidio de Ruanda. El resultado fue una victoria para Paul Kagame, presidente incumbente, que fue reelegido para un segundo mandato de siete años.

## Antecedentes
Paul Kagame, líder del Frente Patriótico Ruandés, había sido presidente de Ruanda desde el año 2000 (elegido para un mandato completo en las elecciones de 2003), y líder de facto del país desde la victoria militar de su guerrilla en la Guerra Civil de Ruanda en 1994, cuando puso fin al genocidio de Ruanda. Una nueva constitución fue aprobada por un referéndum en 2003, que ampliaba el período presidencial a siete años. Tras las elecciones presidenciales ese mismo año, Kagame asumió el control de todo el estado. Después de finalizar ese mandato, Kagame tenía derecho constitucional a ser reelegido para un segundo período.
Durante el primer mandato de Kagame, Ruanda experimentó altas tasas de crecimiento y un aumento de la infraestructura y la inversión internacional y el turismo. Sin embargo, el mandatario fue criticado por algunas figuras de la oposición y grupos de derechos humanos para la supresión de la disidencia en el período previo a las elecciones.

## Resultados
| Candidato                          | Partido                                 | Votos     | %     |
| ---------------------------------- | --------------------------------------- | --------- | ----- |
| Paul Kagame                        | Frente Patriótico Ruandés               | 4,638,560 | 93.08 |
| Jean Damascene Ntawukuriryayo      | Partido Socialdemócrata                 | 256,488   | 5.15  |
| Prosper Higiro                     | Partido Liberal                         | 68,235    | 1.37  |
| Alvera Mukabaramba                 | Partido para el Progreso y la Concordia | 20,107    | 0.40  |
| Votos en blanco/anulados           | Votos en blanco/anulados                | 65,912    | –     |
| Total                              | Total                                   | 5,049,302 | 100   |
| Votantes registrados/participación | Votantes registrados/participación      | 5,718,492 | 97.5  |
| Fuente: Adam Carr                  |                                         |           |       |